# Baròmetre
Un baròmetre és un instrument de mesura utilitzat en física i meteorologia, que serveix per a mesurar la pressió atmosfèrica. També pot fer-se servir com a altímetre per a determinar l'altitud de manera aproximada. El baròmetre clàssic consta d'un tub de vidre recte, de longitud superior als 760 mm, tancat per un extrem. S'emplena el tub de mercuri i després s'inverteix introduint-lo en una cubeta plena de mercuri. Fet això, el mercuri descendeix a partir de l'extrem tancat, deixant una cambra de buit. La pressió atmosfèrica sobre la superfície del mercuri de la cubeta compensa el pes del mercuri del tub de vidre i marca així un punt al tub de vidre en funció de la pressió atmosfèrica. Actualment també hi ha baròmetres electrònics i d'altres tecnologies.

## Tipus
Principalment hi ha quatre tipus de baròmetres segons els mecanismes que fan servir per a detectar els canvis de pressió: 
- El baròmetre de mercuri:[2] la pressió atmosfèrica és equilibrada per una columna de mercuri i compensada per un espai tancat i buit. Aquest baròmetre va ser inventat per Evangelista Torricelli l'any 1643.
- El baròmetre de gas: utilitza la variació de volum d'una certa i coneguda quantitat de gas sota l'efecte de les variacions de la pressió atmosfèrica.
- El baròmetre aneroide:[3] la pressió atmosfèrica s'exercita sobre un recinte metàl·lic, normalment un tambor o cilindre, hermèticament tancat i al buit. La seva tapa es deforma de manera elàstica i amb un sistema mecànic permet amplificar els moviments que en resulten de les variacions de pressió, per a fer-los visibles sobre una esfera de rellotge o gravar-los en una banda de paper mil·limetrat (barògraf).
- El baròmetre electrònic: mesura i mostra electrònicament les deformacions d'una càpsula de buit, evitant la utilització de les peces mòbils d'un baròmetre aneroide clàssic.

## Història

### Orígens

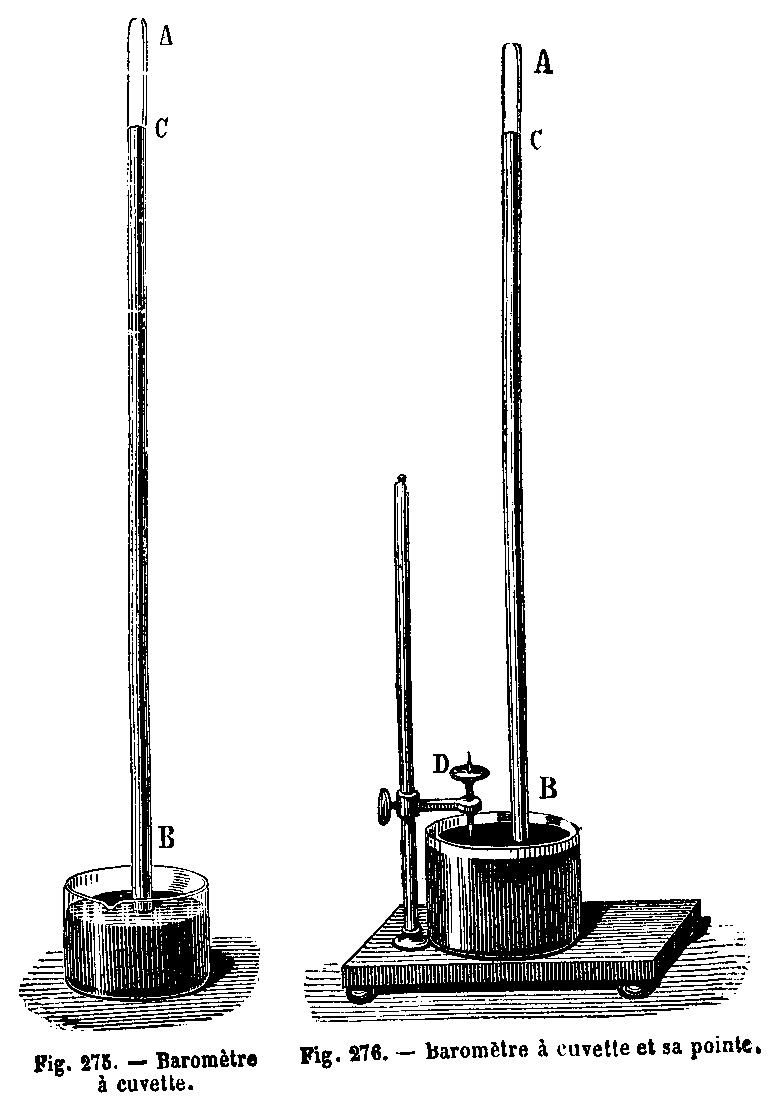
Baròmetre de tub de vidre sobre amb recipient obert

A l'època de Galileu, cap al 1635, als enginyers i creadors de fonts de Florència els encarregaven construir grans instal·lacions hidràuliques als jardins dels palaus. A l'instal·lar una bomba aspirant van descobrir que són incapaces d'elevar l'aigua a més d'una desena de metres. Galileu és consultat, però mor el 1642 sense haver tingut temps d'aclarir aquest problema, tot i haver enviat una resposta basada en les teories d'Aristòtil i a on el pes de l'aigua seria superior a la força d'impulsió de la bomba. "Però per què no podem impulsar l'aigua més enllà d'una certa altura?" Es va trobar més tard a les seves notes que Galileu havia pensat que l'aire havia de tenir un pes, però no havia arribat a cap conclusió. La idea que el líquid no és aspirat per la bomba sinó comprimit cap a ella per l'efecte d'una pressió exterior estava en contradicció total amb els dogmes admesos en aquella època, que pensaven que l'aigua s'elevava pels tubs "perquè la naturalesa s'horroritza del buit".

### L'arribada del mercuri

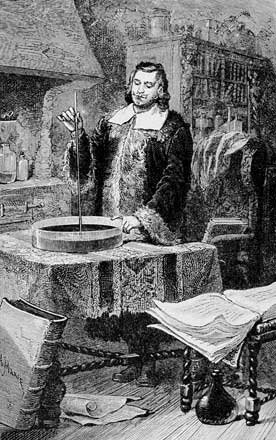
Gravat de Torricelli treballant amb un baròmetre de mercuri. Trobat als llibres de Cammile Flamarion (1923)

Torricelli succeeix a Galileu com a físic a la cort del Duc de Toscana. Reprenent les notes del seu predecessor i mestre, fa uns experiments per provar que la pressió atmosfèrica és responsable de la pujada de l'aigua en un espai buit. Per evitar utilitzar columnes d'aigua d'una desena de metres d'altura, té la idea de fer assajos amb mercuri, que té una densitat 13,6 vegades superior a la de l'aigua. Torricelli omple de mercuri un tub tancat per una extrem, tapa l'altre extrem amb el dit i l'introdueix en un recipient més ample ple de mercuri. Observa que el tub es buida parcialment només al recipient i que al tub sempre hi ha una columna de mercuri d'aproximadament 760 mm d'altura, independentment de l'enfonsament del tub dintre del recipient. D'això en dedueix que la pressió de l'aire sobre la superfície del recipient compensa el pes de la columna de mercuri i que és aquesta pressió la que permet fer pujar l'aigua amb les bombes fins una altura d'aproximadament 10 m, però no més amunt. Així és com Torricelli inventa el baròmetre el 1643. També observa que l'altura del mercuri al tub variava en funció del temps atmosfèric: una baixada del nivell del mercuri generalment precedia un període de mal temps (pluges).
El recipient obert semblant a una palangana no és gaire pràctic per a transportar l'instrument. Es creen diverses solucions i s'arriben a fer servir, per exemple, uns dipòsits de cuir porosos fixats al tub i que contenen una petita quantitat de mercuri. Sir Robert Boyle pensa en doblegar el tub de vidre cap amunt (en forma d'U), tot creant el "tub sifó" encara utilitzat avui dia.
El físic francès René Descartes (1596-1650) millora el sistema de Torricelli afegint una graduació de paper per a millorar l'apreciació de la mesura. I també és el primer que defensa la idea que la pressió atmosfèrica disminueix amb l'altitud.

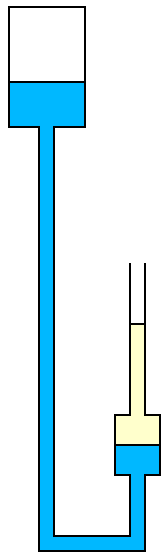
Principi del baròmetre de Huygens
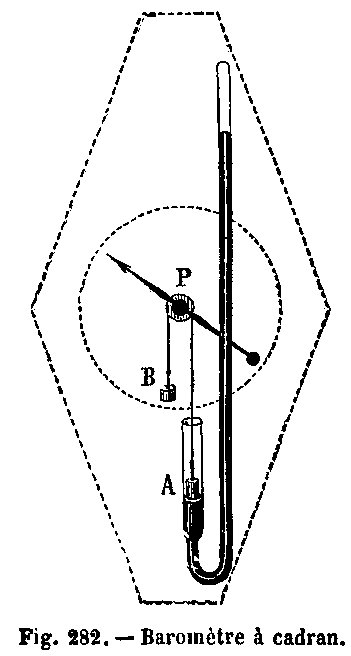
Principi del baròmetre d'esfera
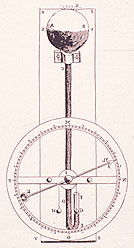
Baromètre de Hooke, cap a l'any 1660
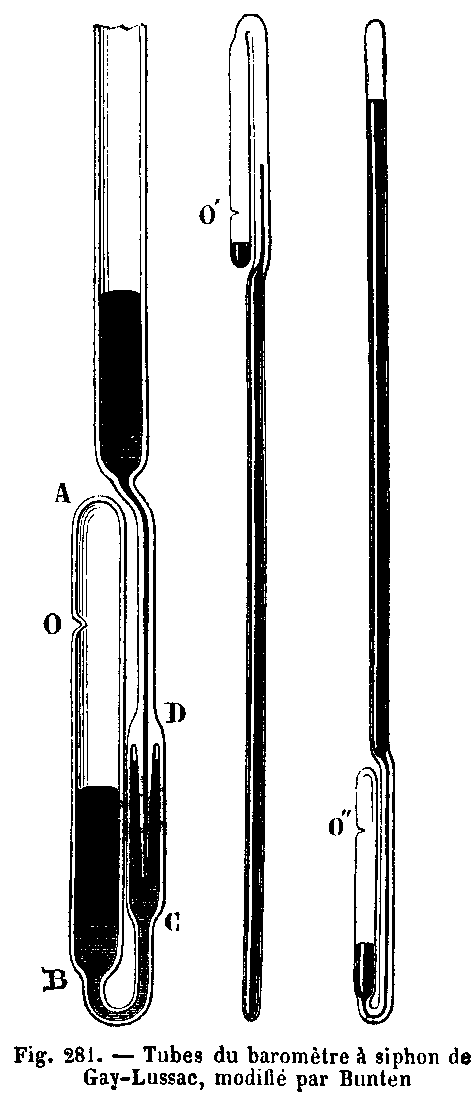
Baròmetres de Gay-Lussac i Bunten

El baròmetre de mercuri ve directament del tub de Torricelli. Sense un dispositiu apropiat, la lectura precisa de l'altura de la columna de mercuri no és senzilla. Llavors va muntar un baròmetre i hi va marcar dos punts, un al nivell del mercuri, sobre del recipient i l'altre al nivell superior del mercuri del tub. Amb l'ajuda d'un catetòmetre, va poder mesurar la diferència d'altura entre les dues marques. Amb aquest mètode, es va definir com mesurar de manera precisa l'altura de la columna de mercuri.

### Blaise Pascal i lapressió atmosfèrica
La força que la pressió atmosfèrica del mercuri genera, crea al tub una columna de prop de 760 mm d'altura però no és suficient per a omplir el buit que es forma dalt del tub.
Cap a 1640, una de les qüestions més discutides entre els savis era: l'aire té un pes?
Blaise Pascal era un home de ciència precoç i un excel·lent experimentador que als 22 anys acabava d'inventar una màquina de calcular. Va refer l'experiment de Torricelli i pensà, com Descartes, que si l'aire tenia un pes, llavors el mercuri hauria de pujar menys altura al tub en funció de l'altitud. I això fou el que verificà, però amb una precisió molt feble, a la part més alta de la torre Saint-Jacques a París a uns 52 metres d'altura respecte a terra. Gràcies al seu cunyat que vivia al peu del Puy de Dôme, el 19 de setembre 1648, torna a fer l'experiment a altituds diverses i comprova que, en efecte, l'altura del mercuri disminuïa a mesura que s'elevava.
La paraula «baròmetre» apareix alguns anys més tard, utilitzada pel físic i químic irlandès Robert Boyle (baròmetre, 1665-1666). És formada del grec baros (pes, gravetat). Però caldrà esperar a mitjans del segle xix perquè els constructors d'instruments, els òptics i els rellotgers, comencin a produir baròmetres, primer per a científics i més tard per a fins domèstics. A partir del 1870 les graduacions s'acompanyen d'indicacions meteorològiques («Bon temps», «Variable»). La denominació «baròmetre» no s'imposa a França fins després de la publicació el 1676 de l'Assaig sobre la naturalesa de l'aire per Edme Mariotte.
Més tard, donaren el nom pascal (sense majúscula) a la unitat internacional de pressió, que equival a la força d'un newton sobre metre quadrat de superfície.
L'atzar també va portar un descobriment. El 1675, l'abat Picardo fa una curiosa descoberta al transportar un baròmetre de nit. A cada moviment brusc del metall, una llum blavosa il·lumina el tub. Aquest fenomen és estudiat per un alumne de Robert Boyle, Francis Hauksbee.
En aquella època no es va trobar cap explicació satisfactòria, fins a iniciar les recerques sobre descàrregues elèctriques als gasos rarificats. Ara sabem que el fregament del mercuri sobre el vidre del tub és la causa d'aquesta luminescència per electroestàtica.

### El baròmetre de mercuri
El tub de Torricelli, més tard anomenat baròmetre, és un tub en U el qual té una graduació de referència que permet mesurar la diferència de nivell entre ambdues superfícies lliures del mercuri.
El baròmetre de mercuri presenta nombrosos inconvenients:
- El tub de vidre és fràgil.
- El mercuri és un metall car i tòxic (actualment n'està prohibit l'ús general, pels efectes de contaminació i sobre la salut).
- A causa de la forta tensió superficial del mercuri, que fa que la superfície sigui convexa, el nivell del mercuri s'estableix una mica per sota del valor teòric, de manera que no s'ha de fer una mirada tangencial sinó que també s'ha de corregir el valor obtingut compensant-lo segons el diàmetre del tub.
- Una altra correcció s'ha d'aplicar a la temperatura, per a compensar la dilatació del metall, donada la variació de la densitat que l'acompanya. Per aquest motiu tot bon baròmetre està associat amb un termòmetre i amb les taules adequades de la correcció.

Encara que l'origen sigui controvertit, hom atribueix al físic neerlandès Christian Huygens un perfeccionament important del tub de Torricelli l'any 1672. Un tub en U que conté mercuri com anteriorment i una zona buida del costat tancada, però l'extrem obert conté un líquid no volàtil de menor densitat, el nivell del qual depèn del mercuri. Descartes ja havia realitzat aparells d'aquesta tipus. Escollint convenientment les seccions dels tubs, podem així obtenir un lupa d'augment 10x que fa una lectura més fàcil i més precisa. A mes aquesta tècnica permet evitar l'oxidació lenta del mercuri per l'oxigen de l'aire.

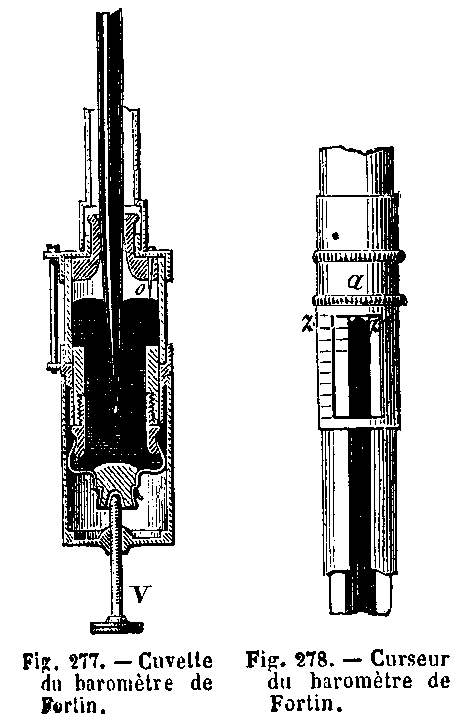
Detall del baromètre de Fortin
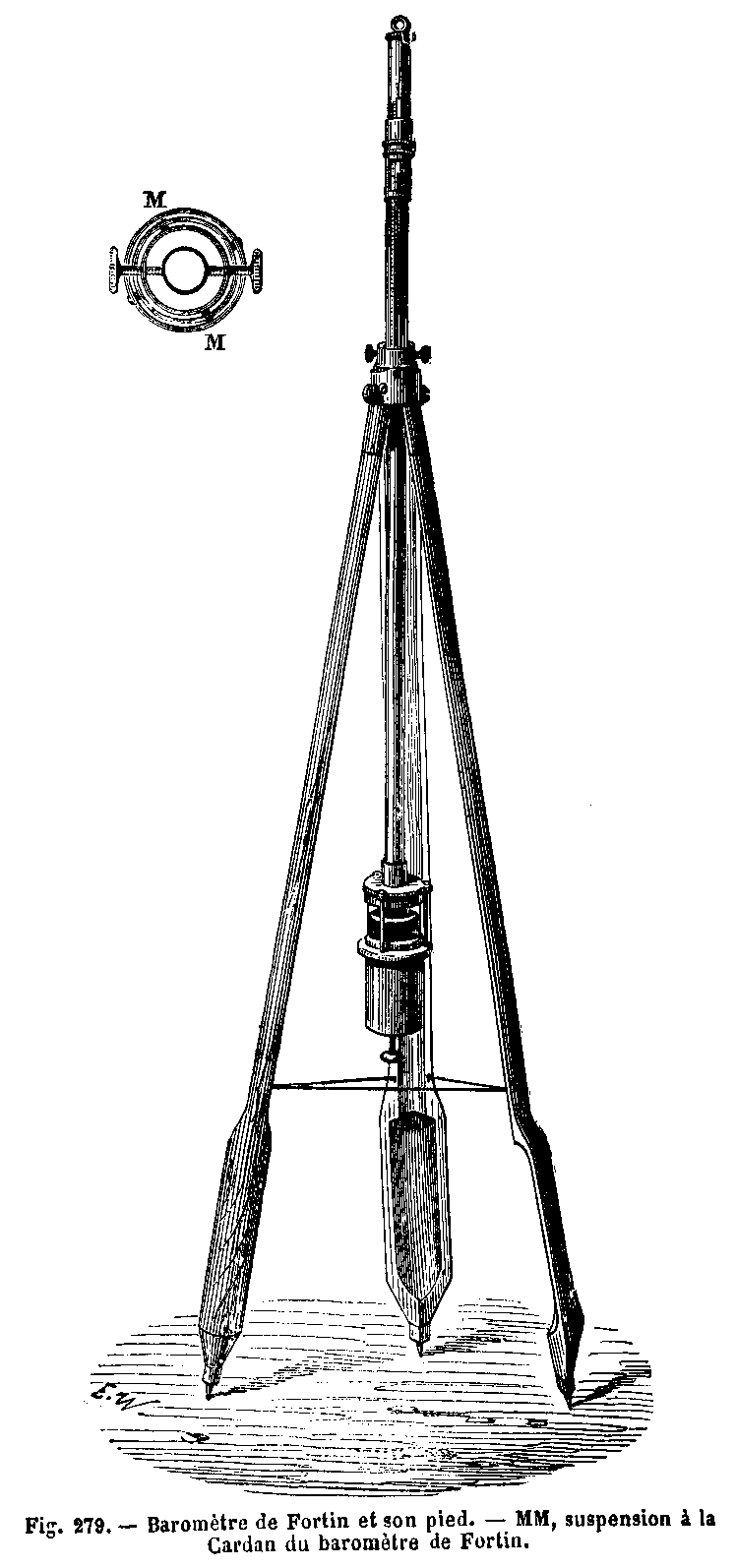
Baromètre de Fortin

El primer baròmetre amb esfera fou creat el 1663 per l'astrònom anglès Robert Hooke. Un flotador sobre el mercuri segueix les variacions del nivell i acciona una agulla que indica la pressió sobre una esfera. La lectura és més fàcil i més precisa que amb un baròmetre de Torricelli però, segons Privat-Deschanel i Focillon, «el baròmetre en esfera és sempre un aparell bastant bast, independentment de la seva presentació».
Als baròmetres de sifó construïts sobre el model imaginat per Joseph-Louis Gay-Lussac, la branca curta té la mateixa secció que la branca llarga, de la qual és separa un tub molt fi destinat a impedir que l'aire penetri a la càmera del buit. L'obertura deixa passar l'aire però és prou petita per a impedir que el mercuri pugui sortir fàcilment. Bunten va afegir a aquest un dipòsit de protecció destinat a agafar les bombolles d'aire que podrien, per accident, travessar el sifó.
El francès Jean Nicolas Fortin (1750-1831) va realitzar un baròmetre de mercuri transportable que duu el seu nom. Amb la finalitat de disminuir el volum del mercuri al recipient inferior i de facilitar la lectura, Fortin va crear, amb la col·laboració del mecànic Ernst, un sistema de cargol i de membrana de cuir que permetia ajustar la superfície lliure al nivell d'una indicació d'altura fixa amb relació al tub. Un cursor permet la mesura directa de l'altura de la columna baromètrica.
Els primers baròmetres marins de mercuri van aparèixer al segle xviii. El seu desenvolupament va ser frenat pels mateixos mariners, ja que seguien utilitzant els mètodes ancestrals per al pronòstic meteorològic.
L'almirall britànic Robert Fitzroy va tenir la idea l'any 1858 d'equipar tots els ports pesquers amb un baròmetre.

### El baròmetre d'aigua
Segons un document de 1619, el neerlandès Gijsbrecht de Donckere hauria inventat el primer baròmetre d'aigua. L'aire tancat a l'interior de l'ampolla del baròmetre es dilata o es contrau segons la pressió que pateix, produint una variació relativament important de nivell al tub fi que està obert a l'aire lliure. En augmentar la pressió atmòsferica, el nivell del líquid al tub baixa. I, per tant, quan la pressió baixa hi ha menys esforç sobre l'aigua del tub i el líquid de l'ampolla puja. Johann Wolfgang von Goethe, entre els anys 1792 i 1793, hauria reinventat un aparell d'aquest mateix tipus, a partir dels principis de Torricelli.
Les mesures fetes amb aquest baròmetre d'aigua estan molt lligades a la temperatura, fet que origina errors de mesura. Per aquesta raó, actualment la seva única finalitat és decorativa.

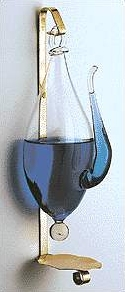
Baròmetre d'aigua de Goethe
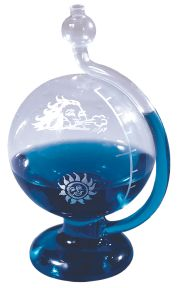
Baròmetre d'aigua de Goethe
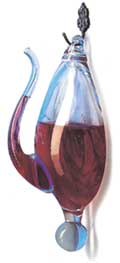
Baròmetre d'aigua de Goethe
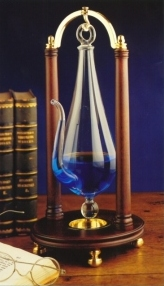
Baròmetre d'aigua de Goethe

### El baròmetre de gas
El baròmetre Eco-Celli és un instrument amb una precisió semblant a la d'un baròmetre de Torricelli. Però funciona sense mercuri. Així com als baròmetres d'aigua, aquest instrument mesura la pressió atmosfèrica gràcies a la compressibilitat d'un volum de gas tancat que es comprimeix o s'expandeix segons la pressió atmosfèrica.
El volum del gas també depèn de la temperatura ambient i cal doncs fer una correcció, que es realitza desplaçant l'escala d'un cursor fins que l'índex metàl·lic se situa al mateix nivell que el liquid blau del termòmetre. En relació amb un baròmetre de mercuri simple, el baròmetre Eco-Celli permet una ampliació de la lectura de quatre vegades, fet que suposa una lectura més precisa i sobretot més fàcil.
El baròmetre inventat pel britànic Alexandre Adie el 1818 és clarament més petit que el baròmetre de Torricelli. Consta de dos elements, un tub en forma d U (líquid vermell) i un termòmetre (líquid blau) que es col·loquen en paral·lel. Una baixada de pressió fa pujar el líquid vermell i un augment fa que caigui. El termòmetre permet fer les correccions necessàries.

### El baròmetre aneroide
El baròmetre aneroide té com a element sensible una càpsula circular i plana completament tancada (càpsula de Vidie, Lucien Vidie, 1844), on s'ha fet prèviament un cert buit. Les cares internes de la càpsula resten sotmeses a la tensió mecànica d'una forta molla, que roman més o menys flexionada segons la força que la pressió atmosfèrica efectua sobre les cares externes de la càpsula. La deformació de la molla és degudament transmesa per un joc de palanques fins a una agulla que dona la indicació contínua de la pressió atmosfèrica.

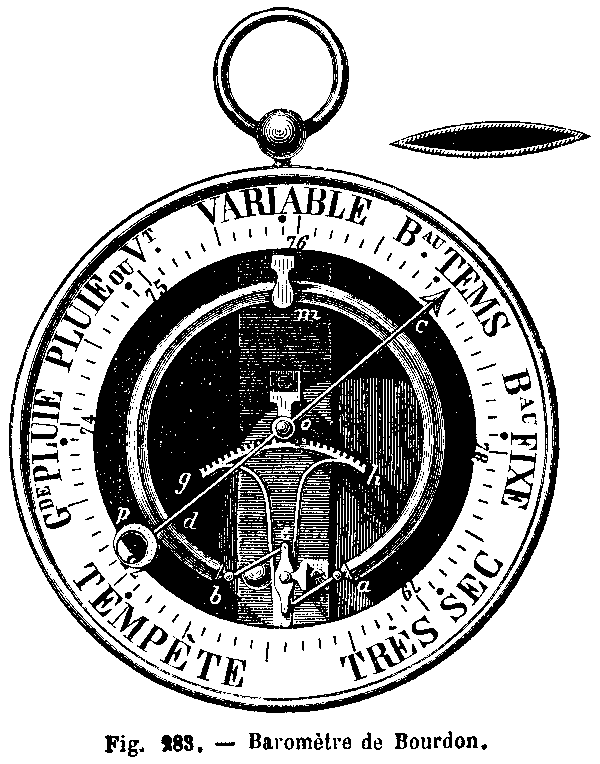
Baromètre de Bourdon
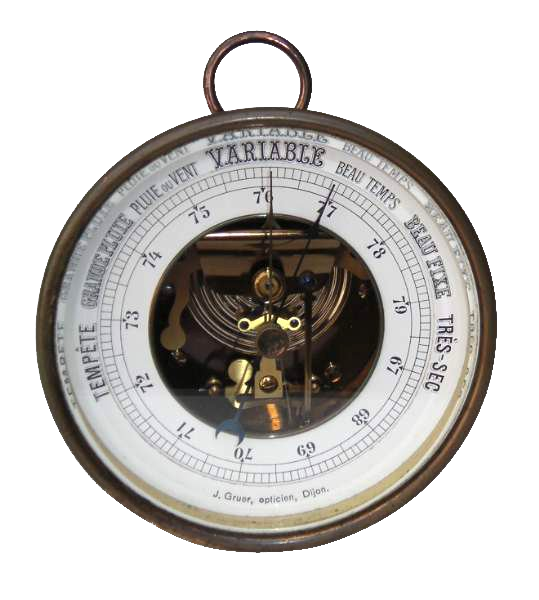
Baromètre aneroide de principis del segle XX
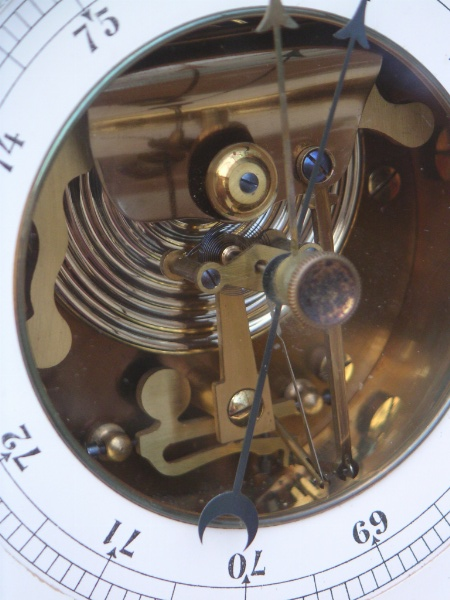
Baromètre aneroide de principis del segle xx, on es veu la càpsula de Vidie i les palanques amplificadores.

### Barògraf
Un barògraf és un baròmetre que porta acoblat un mecanisme que permet enregistrar la variació de la pressió atmosfèrica. El sistema més antic del baròmetre enregistrador va ser inventat per l'anglès Moreland el 1670, però la immensa majoria dels aparells actuals usen la càpsula de Vidie com a "sensor". Per obtenir un major desplaçament de l'agulla i més força es pot utilitzar una bateria de càpsules, generalment cinc. Hi ha barògrafs que són objectes de luxe: muntats en capses de vidre i caoba o d'altres fustes precioses; però també n'hi ha de més senzills. Els barògrafs més recents enregistren la pressió per mitjans electrònics: la càpsula es substitueix per un sensor piezoelèctric i el tambor per una pantalla LCD i una memòria per a enregistrar les dades.

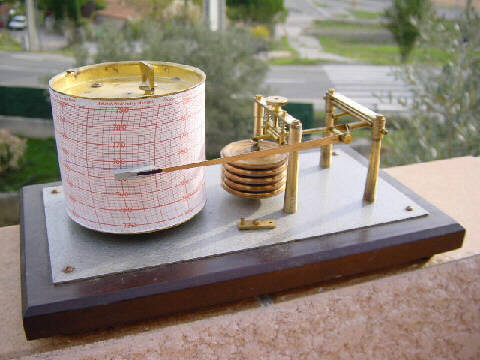
Barògraf sense la seva caixa de protecció
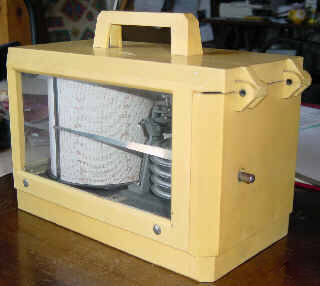
Barògraf industrial fabricat a l'URSS
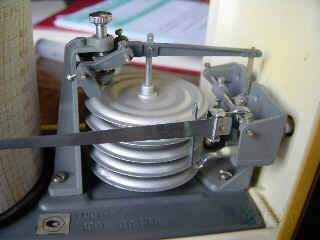
Bateria de caixes de Vidie i mecanismes multiplicadors.
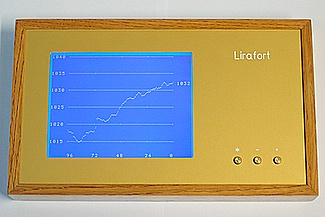
Barògraf electrònic Lirafort